# Sándor Szurmay
Sándor Szurmay (Boksanbanya, 19. prosinca 1860. – Budimpešta, 26. veljače 1945.) je bio austrougarski general i vojni zapovjednik. Tijekom Prvog svjetskog rata zapovijedao je Korpusom Szurmay na Istočnom bojištu, te bio ministar obrane u ugarskoj vladi. 

## Vojna karijera
Sándor Szurmay rođen je 19. prosinca 1860. u Boksanbanyi. Srednju školu završio je u Szegedu, nakon čega se zaposlio u željeznicama. Godine 1882. odlučuje se za vojnu karijeru služeći u 18. honvedskoj pješačkoj bojnoj. Nakon toga 1884. završava Ludovičku vojnu akademiju, te s činom poručnika služi u raznim vojnim jedinicama. Od 1887. pohađa Vojnu akademiju u Beču, te nakon završetka iste 1889. godine služi u stožeru IV. korpusa. Od 1890. služi u ministarstvu rata i to najprije u Budimpešti, te potom u Beču. Godine 1892. promaknut je u satnika, dok je čin bojnika dostigao 1898. godine kada je premješten na službu u Oradeu.
Godine 1899. vraća se na službu u ministarstvo rata, gdje iduće, 1900. godine, postaje načelnikom odjela. Godine 1903. promaknut je u potpukovnika, dok je u čin pukovnika promaknut dvije godine kasnije kada preuzima i zapovjedništvo nad 20. pješačkom pukovnijom. U jesen 1907. ponovno se vraća na službu u ministarstvo rata gdje je u prosincu 1910. unaprijeđen u čin general bojnika. U svibnju 1914. promaknut je u čin podmaršala, te s tim činom dočekuje i početak Prvog svjetskog rata.

## Prvi svjetski rat
Početak Prvog svjetskog rata Szurmay dočekuje kao načelnik odjela u ministarstvu rata. Ubrzo međutim, u listopadu preuzima zapovjedništvo nad 38. honvedskom divizijom. Nakon toga postaje zapovjednikom korpusa koji po njemu dobiva ime Korpus Szurmay. Zapovijedajući navedenim korpusom najprije u sastavu 3., a potom 2. armije, sudjeluje u Karpatskim ofenzivama u kojima uspješno brani Uzsočki prolaz od napada ruskih snaga. U svibnju 1915. sa svojim korpusom u sastavu njemačke Južne armije uspješno sudjeluje u ofenzivi Gorlice-Tarnow.
U lipnju 1916. Szurmayev korpus koji se tada nalazio u sastavu 4. armije žestoko je napadnut u Brusilovljevoj ofenzivi. Korpus je pretrpio teške gubitke, te je Szurmay prisiljen na povlačenje pri čemu su samo njemačka pojačanja spriječila potpuni raspad fronta. Szurmay, za razliku od njemu nadređenog zapovjednika 4. armije Josefa Ferdinanda koji je smijenjen, nije okrivljen za poraz, čemu je svakako pridonijelo i njegov dobar odnos s njemačkim stožerom.
Szurmay je Korpusom Szurmay zapovijedao do veljače 1917. kada postaje ministar obrane u ugarskoj vladi Istvana Tisze. Kao ministar obrane u ugarskoj vladi zalagao se za potpuno odvajanje ugarske od austrijske komponente austrougarske vojske čemu ipak na kraju nije udovoljeno. U kolovozu 1917. promaknut je u čin generala pješaštva, dok je kasnije te godine uzdignut u baruna. Dužnost ministra rata obnašao je i u dvije iduće ugarske vlade, sve do kraja rata.

## Poslije rata
Tijekom mađarskog osamostaljenja i revolucije Szurmay je jedno vrijeme bio uhićen i interniran. Od veljače 1919. bio je časnik za vezu s francuskom vojskom. Nakon 1921. posvetio se pisanju, te je mirno živio u Budimpešti. Preminuo je 26. veljače 1945. godine u 85. godini života u Budimpešti gdje je i pokopan. 

## Vanjske poveznice
(eng.) Sándor Szurmay na stranici Oocities.org

(njem.) Sándor Szurmay na stranici Weltkriege.at